# Pallacanestro 3x3 maschile ai III Giochi europei
Le gare del torneo di pallacanestro 3x3 ai III Giochi europei si sono svolte nel giugno 2023 a Cracovia.
Come già ai Giochi olimpici giovanili, i tornei si sono tenuti nel formato 3 contro 3.

## Podio
| Pos.    | Team        | Formazione                                                               |
| ------- | ----------- | ------------------------------------------------------------------------ |
| Oro     | Lettonia    | Lettonia 3×35 Lācis, 7 Apsītis, 8 Gludītis, 9 Raimo, All. -              |
| Argento | Belgio      | Belgio 3×32 Vervoort, 3 De Valck, 8 Donkor, 20 Augustijnen, All. -       |
| Bronzo  | Polonia     | Polonia 3×34 Szlachetka, 8 Zamojski, 15 Bogucki, 44 Rduch, All. -        |
| 4.      | Germania    | Germania 3×31 Agyeman, 7 Geske, 9 Hecker, 11 Beikame, All. -             |
| 5.      | Austria     | Austria 3×39 Krämer, 12 Linortner, 14 Kaltenbrunner, 15 Trmal, All. -    |
| 6.      | Rep. Ceca   | Rep. Ceca 3×310 Svoboda, 13 Týml, 19 Snopek, 88 Sýkora, All. -           |
| 7.      | Lituania    | Lituania 3×32 Rasys, 3 Razutis, 8 Šulskis, 22 Vaitkus, All. -            |
| 8.      | Israele     | Israele 3×31 Altit, 5 Assayag, 8 Szuchman, 21 Artzi, All. -              |
| 9.      | Estonia     | Estonia 3×31 Kivi, 3 Puidet, 5 Eelmäe, 6 Metsalu, All. -                 |
| 10.     | Francia     | Francia 3×39 Cavallo, 10 Bruyas, 12 Cauwet, 47 Aygalenq, All. -          |
| 11.     | Spagna      | Template:Spagna maschile pallacanestro 3x3 Giochi europei 2023           |
| 12.     | Romania     | Romania 3×38 Gavriloaia, 40 Coconea, 74 Solopa, 77 Chitu, All. -         |
| 13.     | Slovenia    | Template:Slovenia maschile pallacanestro 3x3 Giochi europei 2023         |
| 14.     | Svizzera    | Svizzera 3×36 Vannay, 7 Martin, 8 Molteni, 13 Lehmann, All. -            |
| 15.     | Serbia      | Serbia 3×31 Borovićanin, 13 Kovačević, 16 Milaković, 22 Dautović, All. - |
| 16.     | Paesi Bassi | Template:Paesi Bassi maschile pallacanestro 3x3 Giochi europei 2023      |